# Kristinaklippan
Kristinaklippan är en ö nära Vandrock i Nagu,  Finland. Den ligger i Skärgårdshavet i Pargas stad i den ekonomiska regionen  Åboland i landskapet Egentliga Finland, i den sydvästra delen av landet. Ön ligger omkring 1 kilometer norr om Vandrock, 10 kilometer väster om Nagu kyrka, 38 kilometer sydväst om Åbo och omkring 180 kilometer väster om Helsingfors. Närmaste allmänna förbindelse är förbindelsebryggan vid Innamo som trafikeras av M/S Falkö.
Öns area är 0,8 hektar och dess största längd är 130 meter i sydväst-nordöstlig riktning.